# Internationale volksdans
Internationale volksdans is een verzamelnaam voor dans die gebaseerd zijn op etnische muziek van diverse landen. Meestal zijn dat traditionele dansen, maar het kunnen ook modernere dansen zijn. Een andere verzamelnaam is werelddans.
In Nederland bestaan diverse groepen die zich bezighouden met internationale dansen. Meestal zijn dat amateurgroepen of verenigingen die voor hun plezier dansen, bijvoorbeeld tijdens Doe Dans, soms als demonstratiegroep. Een enkele professionele groep heeft zich gespecialiseerd in internationale dans.
Er zijn groepen die zich gespecialiseerd hebben in de dansen van een bepaald land of stijl, zoals uit Bulgarije, Engeland of Flamencodans. Sommige van die gespecialiseerde groepen zijn ontstaan als initiatief van etnische minderheden, en dansen de dansen uit hun land van herkomst zoals Turkije of de Molukken
Groepen die alleen aandacht besteden aan Nederlandse volksdans worden niet tot de internationale dansgroepen gerekend.

## Overzicht van dansen
Hieronder volgt een overzicht van diverse danstypen en hun land van herkomst en/of etniciteit:

## Arabische dansen
- Bepaalde vormen van de buikdans
- Jemenitische dansen

## Bosnië
- Kolo

## Bulgarije
Zie ook Bulgaarse dansen en Bulgaarse volksmuziek
- Paidushko
- Rutjsenitsa
- Choro
- Tsjetvorno
- Dospatsko
- Daitjsevo
- Kopanitsa
- Sandansko
- Pravo choro

## Canada
- Canadian clogging/Step dancing
- Gigue
- Québécois (dans)
- Pow wow (gedeelde afkomst met de Verenigde Staten)

## China
- Drakendans
- Sainaimu

## Frankrijk
- An-dro (Bretagne)
- Avent-deux (Poitou)
- Bal limousine (Poitou)
- Bourrée (Berry, Auvergne)
- Branle
- Chapelloise in België en Nederland onder de naam Jig
- Gavotte (Bretagne)
- Hanter dro(Bretagne)
- Laridé (Bretagne)
- Marchoise (Poitou)
- Maraichines  (Poitou)
- Pas d'été (Poitou)
- Plinn (Bretagne)
- Rond de Saint-Vincent (Bretagne)
- Tricot (Bretagne)

## Griekenland
- Etere
- Hassapikos
- Kalamatianos
- Kritikos
- Syrtos / Sirtaki
- Zeibekiko

## Hongarije
- Verbunk
- Csardas
- Karikazo
- Ugros

## Israël
- Hora
- Jemenitische dansen
- Debka

## Italië
- Tarantella

## Jemen
- Jemenitische dansen

## Kroatië
- Kolo

## Oostenrijk
- Ländler
- Schuhplattler
- Wals

## Polen
- Kujawiak
- Oberek
- Krakowiak
- Polonez
- Polka
- Mazurka

## Nederland
- Driekusman
- Horlepiep
- Gort met stroop
- Boanopstekker
- Vleegerd
- Skotse trije
- Skotse fjouwer
- Riepe riepe garste
- Hakke Toone
- IJswals
- Valse zeeman
- Boerenplof

## Noord-Macedonië
- Oro
- Lesnoto

## Roemenië
- Hora
- Invirtita
- Sirba
- Alunelul
- Joc

## Servië
- Kolo
- Cocek

## Slowakije
- Karicka
- Csardas
- Polka
- Verbunk

## Spanje
- Flamenco
- Sardana

## Turkse dansen
- Sainaimu
- Halay

## Verenigd KoninkrijkenIerland
Engeland Ierland Schotland Wales
- Playford dances
- Reels
- Jigs
- Lancashire clogdancing
- Morris dance
- Rapper sword
- Hornpipe
- Highland Dance
- Country Dance

## Internationale dansgroepen in Nederland
- Folklor Dansemble Amersfoort (Amersfoort)
- Internationale dansgroep Hai La Joc (Groningen)
- Internationale dansgroep Gaida (Bergen (Noord-Holland))
- Kansemble (Nijmegen)
- Het Karpaten Ensemble (Utrecht)
- Internationaal dansensemble Paloina (Amsterdam)
- Phoenix Apeldoorn (Apeldoorn)
- Volksdansvereniging Radost (Delft)
- Dansgroep Ralda (Raalte)
- Roots Youth Folk Company (Arnhem)
- Dansgroep Vlissingen Internationaal (Vlissingen)